# Mark Abraham
| 18873 Larryrobinson | 13 novembre 1999 |
| 18883 Domegge       | 31 dicembre 1999 |
| 20623 Davidyoung    | 10 ottobre 1999  |

Mark Abraham (...) è un astronomo statunitense.
Il Minor Planet Center gli accredita la scoperta di tre asteroidi, tutte effettuate nel 1999 in collaborazione con la collega ed al tempo moglie Gina Fedon dall'osservatorio Everstar che gestivano in proprio a Olathe nel Kansas.